# 섹스 기계
섹스 기계 (영어: sex machine, fucking machine)는 성관계 등의 성행위를 모방하기 위해 사용하는 기계장치이다.
삽입형, 흡입형 장치가 존재한다. 일반적인 삽입형 장치는 모터의 회전, 왕복 운동을 딜도가 끼워진 축의 특정 방향으로의 움직임으로 전환하여 작동한다. 휴대용 왕복톱을 모방한 장치는 때때로 fucksaw 라 불리고, 휴대용 드릴을 모방한 모터로 회전하는 장치는 때때로 drilldo 라 불리며, 직소기을 모방한 장치는 jillsaw 라 불린다. 흡입 장치는 착유기와 유사하게 작동하며 음경, 유방 등의 부위에 붙일 수 있다.

## 역사와 용례

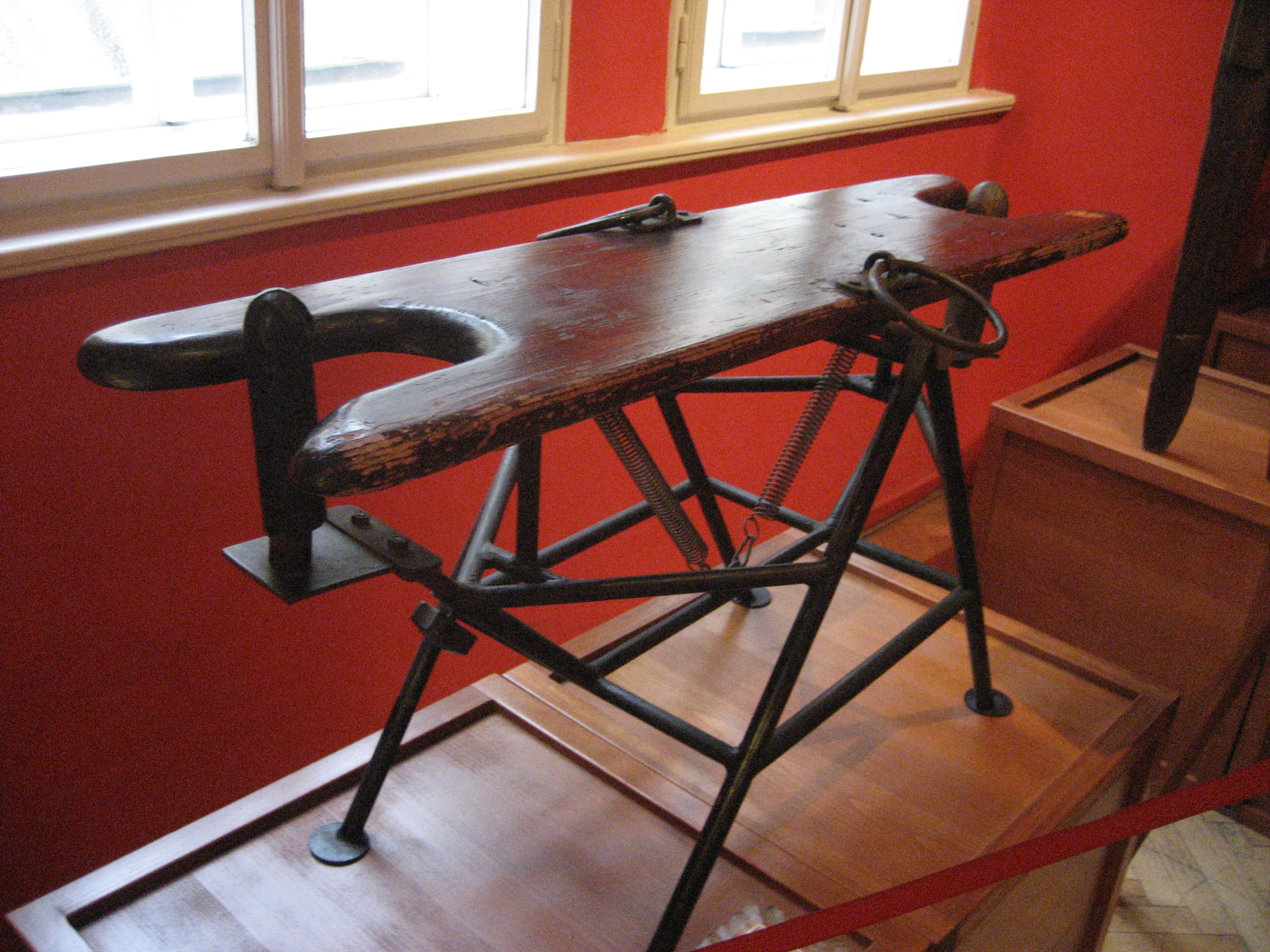
역사적인 섹스 기계

바이브레이터는 원래 영국에서 빅토리아 시대에 여성의 히스테리 치료를 위해 클리토리스 마사지로 오르가즘을 유발시킬 목적으로 발명되었다. 이러한 초기의 기계장치는 오늘날의 바이브레이터보다 훨씬 크고 강력했으며 처음에는 내과의사들이 사용하다가 20세기 초반에 유럽과 미국의 목욕탕에서 널리 사용되기 시작하였다. 좀 더 아담한, 전기적으로 작동하는 기계는 이후에 성적인 위로를 위해 건강 보조라는 명목으로 백화점의 카탈로그 한구석에 등장하게 된다.
현대적인 자동화된 성적 자극 장치는 삽입기능도 있기 때문에 바이브레이터와는 다르다. 이러한 장치들은 때로 자기성애나 본디지 행위의 일부분으로 사용된다. 텔레딜도닉스는 다양한 종류의 섹스 기계와 사용자 인터페이스를 결합하여 파트너와 원거리에서 성적인 행위를 즐길 수 있도록 한다. 시장에서 구할 수 있는 현대적인 섹스 기계에는 진공 펌프, 유륜과 생식기에 전기적인 충격을 전달하는 기구, 삽입할 수 있으며 진동하는 구멍이 있는 실제 크기의 섹스 돌 등이 있다.

## 부상의 위험
2009년에 메릴랜드에서 한 여성이 만든 자작 섹스 기계의 칼날이 플라스틱 딜도를 뚫고 질에 심각한 부상을 입혀 병원으로 후송되었다.

## 대중문화에서

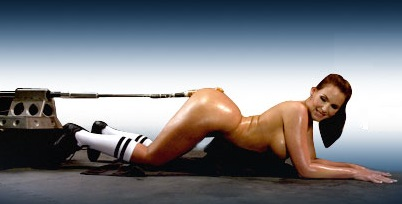
현대적인 섹스 기계를 즐기는 여성

2008년에 개봉된 영화 번 애프터 리딩에서 미국 재무부의 요원 헨리 팔러는 페달로 동력을 공급하는 "딜도 의자"를 만든다. 포르노 웹사이트 Fucking Machines는 섹스 기계에 대한 정보와 사용 후기를 얻을 수 있는 곳으로 주요 언론에 보도되었다.
존 마이클 베일리는 2011년에 노스웨스턴 대학교의 그의 강의에서 섹스 기계 장치의 생생한 시연을 위한 토론을 진행했으며, 세계적인 언론의 주목, 무엇이 대학교에서 강의하기에 적절한지 결정하는지에 대한 의문, 교수로 재임하는 기간 동안의 학문적인 자유에 대한 질문을 불러일으켰다.

## 참고 문서
- BDSM 장비의 목록
- 섹스 토이
- 시비안
- 비너스 2000
- 일렉트로섹스
- 아르스 일렉트로니카

## 같이 보기
- 성인용품
- 섹스 로봇